# قومية أرمنية

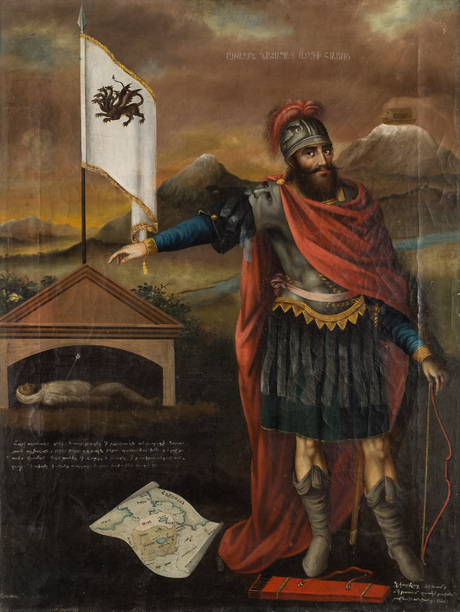
"هايك" مؤسس الأمة الأرمنيَّة الأسطوري.

القومية الأرمنية (بالأرمنيّة: Հայկական ազգայնականություն) تعود جذورها في الفترة الحديثة له جذوره إلى الرومانسي القومي ميكاييل شامشميان (1738-1823) والذي دعا عمومًا إلى خلق كيان حر ومستقل يسمى بأرمينيا المتحدة باعتبارها حل للقضية الأرمنية. بدأت الصحوة الوطنية الأرمنية وضعت في عام 1880 في سياق انبعاث الحركات القومية تحت الدولة العثمانية. تلت أرمينيا الروسية مع الأسباب الهامة. 
كانت الكنيسة الأرمنيَّة الرسوليَّة مدافع كبير عن القومية الأرمنية، مع قادة مثل كاريمان هايريك الذي كرس حياته للفلاحين. إنشاء أرمينيا الحديثة (1991)، أصبح النسيج الاجتماعي الأرمني أكثر تعقيدًا إذ إنخفض تدريجيًا النفوذ السياسي «لهاي دات» وتحولاً نحو القومية الأرمنية الحديثة باعتبارها قومية ليبرالية. من ناحية أخرى، لدى الشتات الأرمني نوع من «قوميّة الشتات»، والتي ترى أن التهديد من الإستيعاب بدلاً من الميزة الاقتصادية.